# Movimento Patriótico para a República Centro-Africana

Territórios sob controle do MPC.

Movimento Patriótico para a República Centro-Africana (MPC, em francês:  Mouvement patriotique pour la Centrafrique) é um movimento político-militar da República Centro-Africana criado em 2015 e cujo líder é Mahamat Al-Khatim. É formado por combatentes muçulmanos, especialmente pastores peúles, e homens da região fronteiriça com o Chade.
Foi fundado por Mahamat Al-Khatim quando este era o líder militar da coalizão liderada pela Frente Popular para o Renascimento da República Centro-Africana (FPRC). O grupo rebelde centro-africano tem sede em Kaga-Bandoro, que controla junto com a FPRC. 
O grupo sofreu uma cisão em 2017, quando os combatentes se distanciaram, descontentes em participar de lutas internas na comunidade muçulmana.
Por muito tempo membro da "coalizão" liderada pela FPRC de Noureddine Adam, hostil às autoridades centro-africanas e da qual era um dos componentes mais importantes, anunciou sua saída em outubro de 2017.
O MPC pretende, sobretudo, ser o protetor dos centro-africanos de origem chadiana e reivindica episodicamente a criação de uma "República de Logone" ou "República de Dar El Kuti". Seus homens são principalmente peúles armados, ex-pastores.
O grupo controla a região de Sido, perto da fronteira Chade-República Centro-Africana e, em particular, todo o tráfego de veículos entre Sido e Kabo, e mais adiante em Batangafo.
Em 2014, os combatentes do grupo foram bombardeados em direção a Batangafo pela aviação francesa.
Em outubro de 2016, foram acusados de participar de um ataque que matou 37 civis, no entanto Al-Khatim negou essas alegações. 